# 모아초등학교 모서분교
모아초등학교 모서분교는 대한민국 경상북도 경주시에 있는 공립 초등학교이다.

## 학교 연혁
- 1949년 9월 15일: 개교
- 1994년 3월 1일: 모서초등학교 호명분교장 병합
- 1999년 9월 1일: 모아초등학교 모서분교장
- 2021년 2월 28일: 폐교[1]

## 참고 자료
- 모아초등학교모서분교장 - 한국교육학술정보원 학교알리미